# Kossa Lelly Anité
Kossa Lelly Anité, également connue sous le nom de Kossa Lelly Gbouhi ou Kossa Lelly Anité épouse Gbouhi, est une réalisatrice, scénariste, scripte-girl (C'est-à-dire, responsable de la continuité et du suivi de tournage au cinéma lors des activités ou la mise en scène) et directrice de festival togolaise. Elle est notamment connue pour ses films "Où sont-ils ?" (2008) et "Parfois le destin !" (2022), ainsi que pour son rôle à la tête du Festival du film documentaire de Blitta (FESDOB).

## Biographie
Diplômée  de l’Institut Supérieur de l’Image et du Son (ISIS) de Ouagadougou en 2008, Kossa Lelly Anité est titulaire du diplôme d’Ingénieure des Travaux en cinéma et audiovisuel, avec une spécialisation en production, réalisation et scénarisation.
En 2017, elle est nommée présidente du jury du Prix Félix Houphouët-Boigny lors du FESPACO.

## Carrière
Kossa Lelly Anité commence sa carrière avec des films documentaires et de fiction, avant de s’investir dans l’organisation et la promotion du cinéma au Togo.
De 2017 à 2022, elle est déléguée du Festival du film documentaire de Blitta (FESDOB), puis des Ateliers documentaires de Blitta (ADOB). Depuis 2023, elle occupe la fonction de chargée de production du programme européen Togo Créatif.
En parallèle, elle est formatrice en scénarisation, scripte et assistanat à la réalisation au Togo et au Bénin. Elle a siégé dans plusieurs jurys de films nationaux et internationaux.

## Engagement
En 2020, au plus fort de la pandémie de Covid-19, elle fonde l’Association des femmes du cinéma et de l’audiovisuel du Togo (AFECIAT), issue d’une plateforme d’échanges entre cinéastes togolaises.
L’association a pour objectifs de :
- Renforcer l’éducation des femmes aux métiers du 7ᵉ art,
- Favoriser la coproduction entre cinéastes togolaises et de la diaspora,
- Promouvoir les œuvres de femmes dans les festivals et résidences d’écriture,
- Offrir un cadre d’échanges et de formation.

Parmi les projets de l’association figurent:
- Yala Laba,
- Fabrique de Films de Femmes,
- Les Ateliers Srônu,
- Le Festival international du film Espoir – édition du Togo
- Le Gala des Étoiles[8].

## Filmographie (sélection)
- Où sont-ils ? (2008) – Court métrage documentaire, réalisation et scénario.

- Parfois le destin ! (2022) – Court métrage de fiction, réalisation et scénario[9].

- Le Show (2006) – Film d’études, coréalisé avec Emmanuel R. M’baïde.

- Participation à la série Ina (2005-2013), créée par Valérie Kaboré.

## Distinctions
- Grand Prix de la Semaine nationale du cinéma togolais (SNCT 2022) pour <<Parfois le destin !>>.

- Présidente du jury du Prix Félix Houphouët-Boigny (FESPACO 2017).